# Deutsche Basketballmeisterschaft der Frauen 1969
Das Endspiel um die 23. Deutsche Basketballmeisterschaft der Frauen 1969 fand am 15. Juni 1969 in Hamburg statt, die Teilnehmer wurden nach dem Regelwerk aus dem Jahr 1959 im K.-o.-System ermittelt. Dabei setzte sich der Berliner Verein VfL Lichtenrade durch und besiegte den Heidelberger SC mit 63:49. Der VfL Lichtenrade qualifizierte sich als deutscher Meister für den Europapokal der Landesmeister 1969/70.